# Eva Heller
Eva Heller (Esslingen am Neckar, 8 aprile 1948 – Francoforte sul Meno, 31 gennaio 2008) è stata una scrittrice e sociologa tedesca.

## Biografia
Laureata in sociologia e in psicologia, la Heller è ritenuta la maggiore esponente del moderno romanzo satirico femminile ("neuen witzigen Frauenliteratur"), che lei rese popolare grazie al suo romanzo d'esordio, il best seller Con il prossimo uomo andrà meglio (Beim nächsten Mann wind alles anders, 1987), che ha avuto negli anni decine di ristampe e nel 1989 è stato adattato in un film diretto da Xaver Schwarzenberger.
Uguale successo ebbero i romanzi successivi Der Mann, der's wert ist ("L'uomo per cui vale la pena", 1993) e Amore sotto i tacchi (Erst die Rache, dann das Vergnügen, "Prima la vendetta, poi il piacere", 1997).
Fu anche saggista e autrice di fumetti e di libri per bambini.